# 泰什河
泰什河（法語：Têche，法語發音：[tɛʃ]）是法国奥弗涅-罗讷-阿尔卑斯大区阿列省的河流，是貝布爾河的右支流，长18.3千米，发源自洛德，于特雷泽勒流入贝布尔河。